# Etimboué
Etimboué ist ein Departement in der Provinz Ogooué-Maritime in Gabun und liegt an der Atlantikküste. Das Departement hatte 2013 etwa 5700 Einwohner.

## Gliederung
- Omboué